# Велозамок

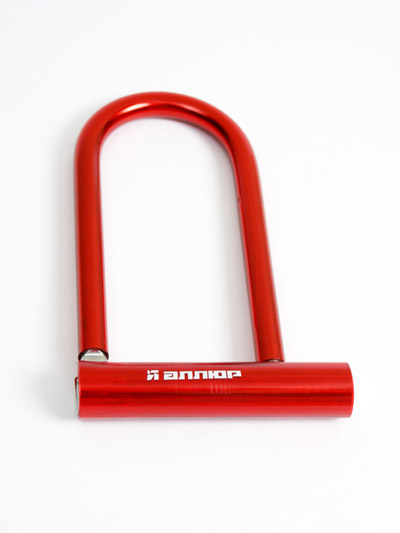
U-образный замок

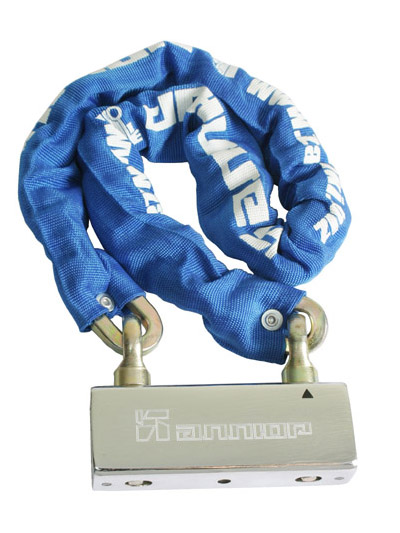
Замок с цепью

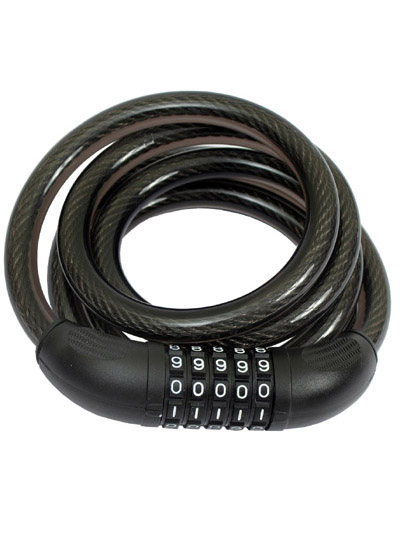
Замок с тросом и кодовым замком

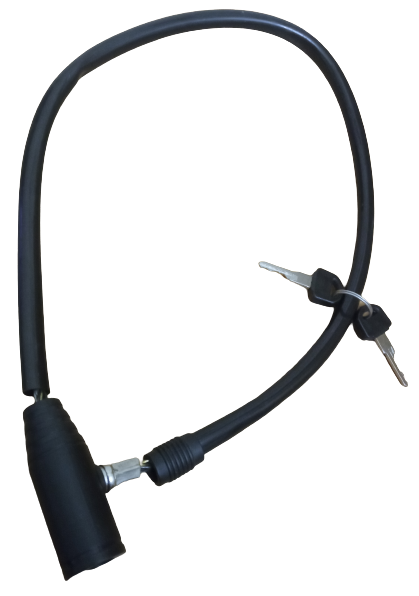
Замок с тросом и ключами

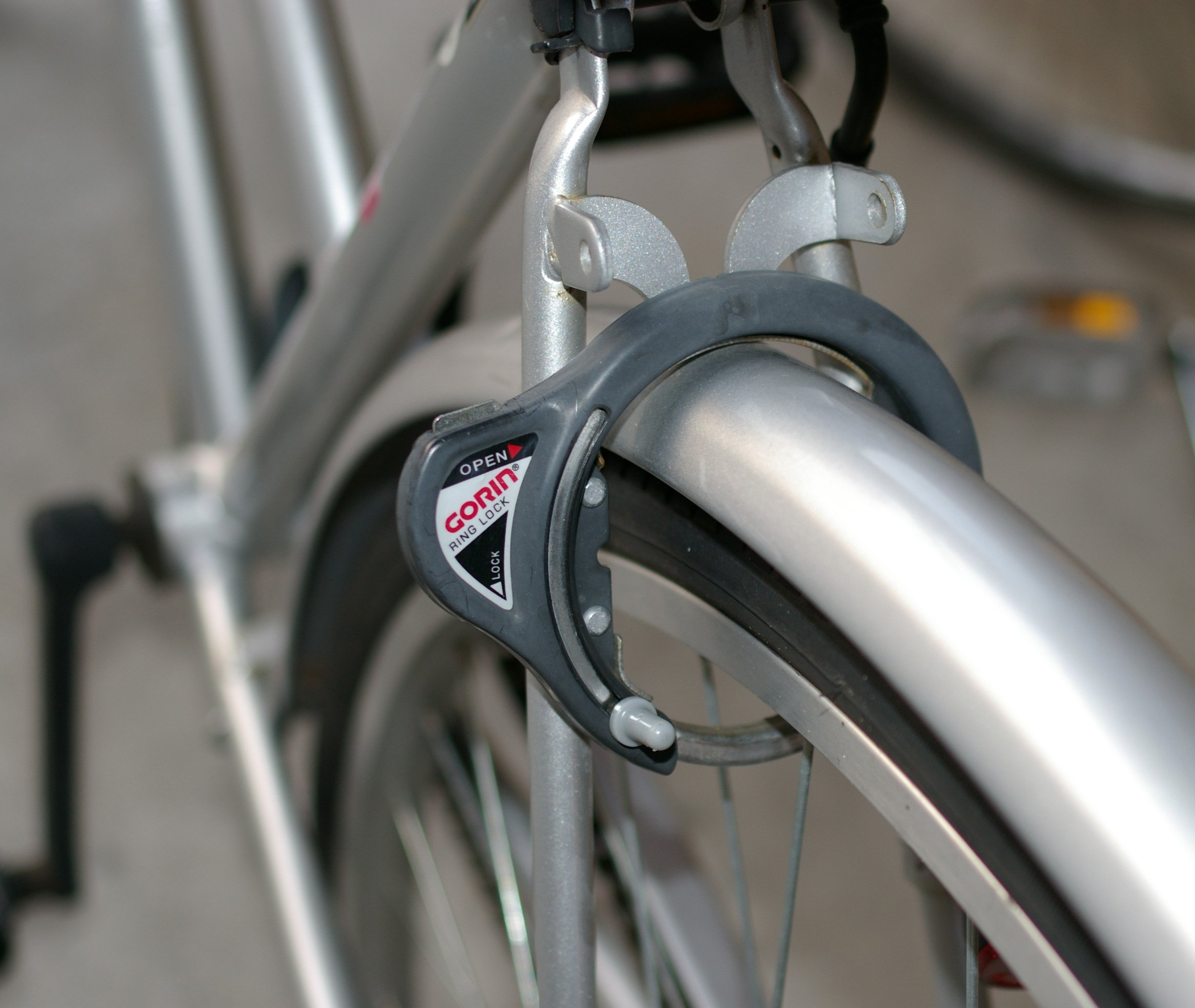
Колесо заблокировано

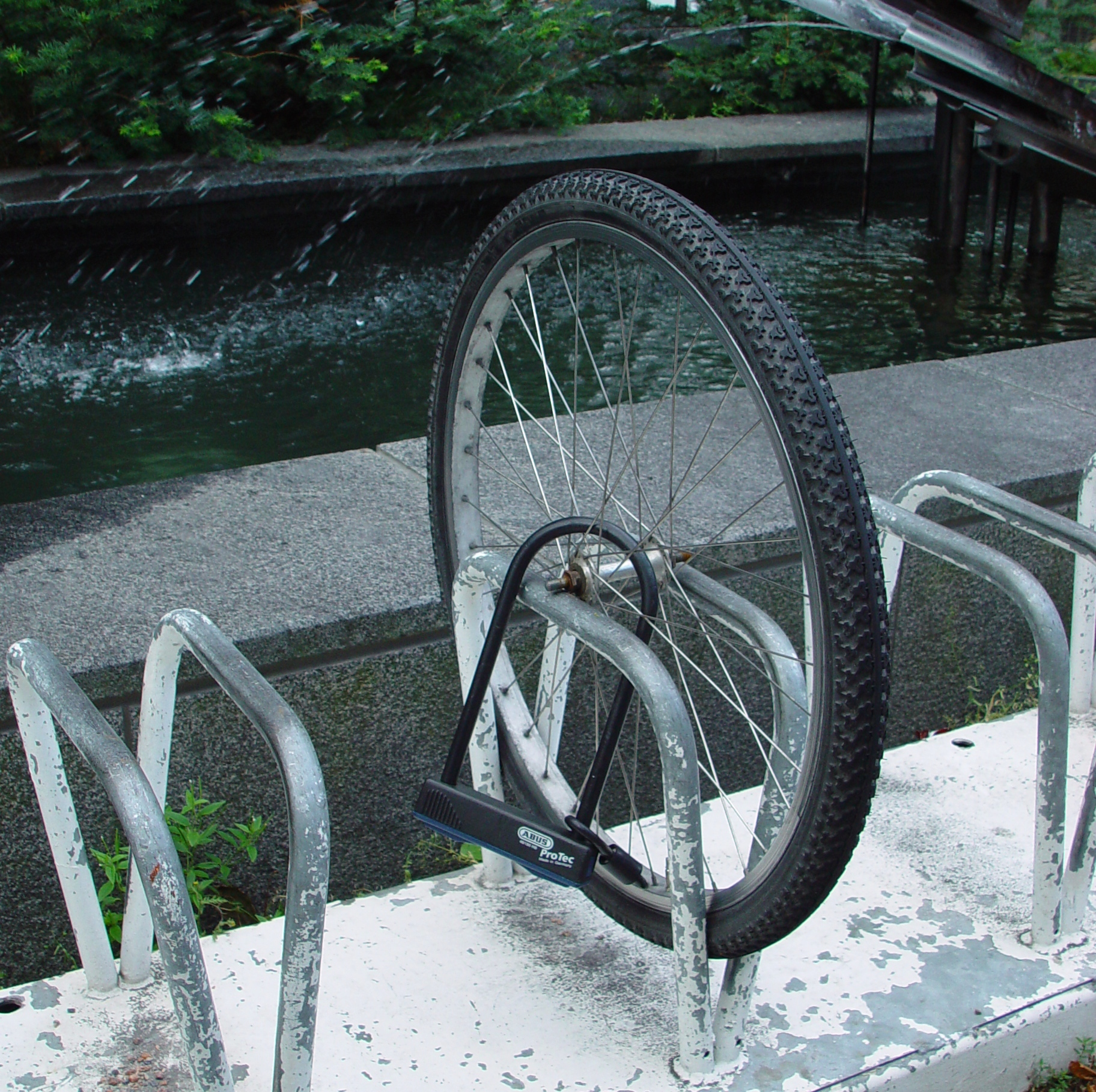
Замок не уберёг велосипед от кражи

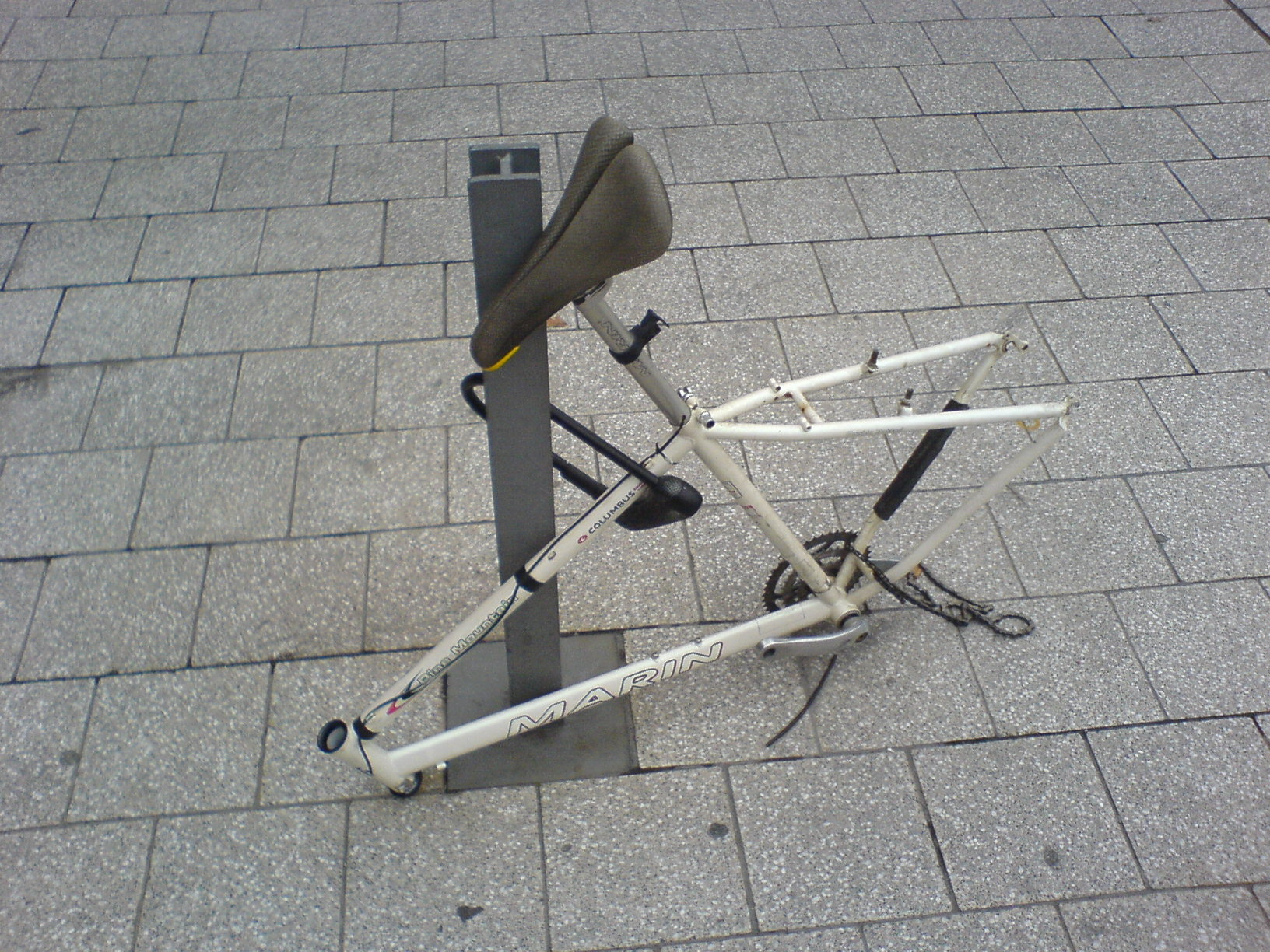
Рама велосипеда на замке

Велозамок — устройство, несколько затрудняющее кражу велосипедов, мотоциклов, колясок, моторных лодок и пр.  Есть несколько типов велосипедных замков. Принцип работы большинства — привязать защищаемое средство передвижения к какому-либо неподвижному предмету (дерево, столб, перила и т. п.)
По способу запирания велосипедные замки также делятся на:
- кодовые (количество кодовых ячеек обычно равно 3-5 по 10 цифр каждая);
- запирающиеся ключом (английский, финский, перфо).

## U-образный замок
U-образный замок имеет жёсткую конструкцию. При помощи такого замка можно прикрепить колесо велосипеда к раме, либо раму к неподвижной конструкции. Достоинством данных замков является их хорошая стойкость к разрушающим методам вскрытия, а недостатками — ограниченность применения, таким замком не получится приковать транспортное средство к широкому столбу или дереву, и затрудненность перевозки из-за существенных габаритов.

## Замок с цепью
Представляет собой цепь длиной около метра, на концах которой крепится запирающее устройство. Запирающим устройством может служить как обычный замок, запирающийся ключом, так и кодовый. Цепь часто упаковывается в тканый или резиновый кожух, чтобы не царапать раму велосипеда. Достоинством таких замков считается их достаточная сопротивляемость к силовым методам вскрытия; недостатком — большая масса.
Альтернатива такому замку — обычная цепь, концевые звенья которой закрываются на висячий замок.

## Замок с тросом
Более широкое распространение получил велосипедный замок с тросом. Он лёгкий, компактный и имеет достаточную длину (до 2 метров). Замок следует покупать такой длины, чтобы он позволял охватывать не только раму велосипеда, но и колеса. Недостаток — пониженная стойкость к механическим воздействиям.

## Складные сегментные замки
Складные сегментные замки (foldable locks) состоят из нескольких секций из закалённой стали. Конструкция замка позволяет обернуть его вокруг колеса и рамы, а также позволяет компактно его складывать.

## Блокировка колеса
Есть замки, стационарно крепящиеся на перья и блокирующие заднее колесо. Плюс такого замка — низкий вес и удобство использования: для запирания нужно просто нажать на рычажок, а для отпирания — повернуть ключ. Минус — велосипед никак не крепится к другим предметам, единственное от чего он защищён — на нём нельзя уехать своим ходом, но его можно просто унести.